# Grand-Case
Grand-Case – miejscowość w terytorium francuskim Saint-Martin, w północnej części wyspy Sint Maarten, nad zatoką Grand-Case (Ocean Atlantycki, Morze Karaibskie). Znajduje się tu port lotniczy L'Esperance. Według danych szacunkowych na dzień 1 stycznia 2012 roku liczyło 7 520 mieszkańców